# Universitatea Slavonă din Moldova
Universitatea Slavonă este o instituție de învațământ superior pentru alolingvi din Chișinău (Republica Moldova).

## Controverse
La 2 august 2011 mai mulți angajați ai universității i-au interzis lui Oleg Brega să filmeze în incinta respectivei instituții. Vădit iritat de faptul că jurnalistul continua să filmeze, directorul executiv al instituției, Andrei Babenko, a lovit în camera de filmat și, respectiv, în jurnalist. Ulterior, o altă persoană a încercat să-l deposedeze de camera de filmat. Brega a fost sechestrat într-un birou fără a i se permite să plece sub pretextul că nu s-a legitimat și a filmat într-o instituție de învățământ privată. Jurnalistul a fost înjurat pentru că a cerut să i se vorbească în română. 

## Legături externe
- ru  Pagină web